# لوتینوشتدت
لوتینوشتدت (به آلمانی: Lütjenwestedt) یک شهر در آلمان است که در Mittelholstein واقع شده‌است.
 لوتینوشتدت  ۶۳۶ نفر جمعیت دارد.